# Akuyuukai
Akuyuukai è il secondo extended play della band j-rock the GazettE, pubblicato il 25 giugno del 2003 e il 23 novembre del 2005 venne ristampato. Le prime stesure dell'album, come nel precedente, erano solo 5000 copie. In seguito, venne pubblicato un Digipak in edizione limitata. L'edizione in questione conteneva, assieme ai testi delle canzoni, delle immagini che non erano presenti nell'edizione originale dell'album. In seguito, le tracce di Akuyuukai e del precedente EP furono inserite, insieme ad altre canzoni dei GazettE, nella compilation Dainihon Itangeishateki Noumiso Gyaku Kaiten Zekkyou Ongenshuu, pubblicata nel tardo 2006.

## Tracce
1. Oni no Men (鬼の面) 5:02
2. Ray 5:49
3. Wife (ワイフ) 5:22
4. Ito (絲) 6:41

## Formazione
- Ruki - Canto (musica)voce
- Uruha - chitarra
- Aoi - chitarra
- Reita - basso
- Kai - batteria